# Lê Thế Cường
Lê Thế Cường (sinh ngày 14 tháng 12 năm 1990) là một cầu thủ bóng đá chuyên nghiệp người Việt Nam hiện đang thi đấu ở vị trí tiền vệ cho câu lạc bộ Tây Nguyên Gia Lai.
Vào tháng 10 năm 2016 Thế Cường gia nhập Cần Thơ trong một thương vụ kéo dài hai năm trị giá hơn 1 tỷ đồng. Thế Cường cho biết lý do anh rời SLNA là vì anh mong muốn được thi đấu nhiều hơn.
Tuy nhiên vào tháng 12 năm 2016 sau một mùa giải chơi cho Cần Thơ, Thế Cường đã quay trở về ký hợp đồng mới 3 năm với câu lạc bộ cũ SNLA và đồng ý tái gia nhập họ trong mùa giải 2017.